# Principe de légalité
Pour les articles homonymes, voir Principe et Légalité.
Le principe de légalité, qui renvoie de façon plus générale à celle d'État de droit, est le principe  selon lequel l'activité de l'État doit se fonder sur le droit. Elle peut être appréciée de plusieurs façons selon la branche du droit considérée :
- le principe de légalité en droit administratif est la soumission de l'administration à la règle de droit (voir, plus largement, l'article relatif au droit administratif) ;
- le principe de légalité en droit pénal indique que le droit pénal ne peut pas réprimer un comportement sans que l'interdiction n'ait été préalablement et clairement établie par la loi.

La théorie des circonstances exceptionnelles s'oppose à ce principe face aux situations jugées exceptionnelles et qui ne sembleraient pas pouvoir être réglées de manière régulière.